# 609
Cette page concerne l'année 609  du calendrier julien. Pour l'année 609 av. J.-C., voir 609 av. J.-C.
L'année 609 est une année commune qui commence un mercredi.

## Événements
- 13 mai : consécration par le pape de l'église Sainte-Marie-et-des-martyrs, l'ancien Panthéon d'Agrippa à Rome (ou en 610)[1].
- Mai : le Siège de saint Pierre est reconnu comme « la tête de toutes les églises ». Interdiction au patriarche de Constantinople de prendre le titre d’œcuménique[2].
- Les Perses s'emparent d'Édesse[3]
- En Inde, le Châlukya Mangalesha est mis à mort par son neveu Pulakeshim II qu’il avait tenté d’évincer au profit de son fils. Ce dernier devient le souverain le plus puissant de l’Inde du sud et étend sa domination sur le Gujerat (fin en 642)[4].

## Décès en 609
- Venance Fortunat, évêque de Poitiers.
- Zuhayr, poète arabe (date incertaine).